# Bavia albolineata
Bavia albolineata är en spindelart som beskrevs av George William Peckham och Elizabeth Maria Gifford Peckham 1885. Bavia albolineata ingår i släktet Bavia och familjen hoppspindlar. Inga underarter finns listade.

## Bildgalleri